# 真庭明志
真庭 明志（まにわ ひろし、1984年2月6日 - ）は、長崎県出身の競艇選手。登録番号4259。身長161cm。血液型AB型。93期。長崎支部所属。同期に杉山裕也、馬場貴也、長田頼宗らがいる。

## 来歴
- やまと競艇学校時代、リーグ戦勝率4.14（準優出1　優出はなし）の成績を残した。
- 2003年11月7日、大村競艇場でデビュー（4着）。
- 2004年4月14日、児島競艇場での「第14回倉敷市議会議長杯争奪戦競走」5日目2Rで初勝利（43走目）。
- 2006年6月4日、福岡競艇場での「九州スポーツ杯争奪戦」で初優出（6着）。
- 2008年1月22日、丸亀競艇場での「G1第22回新鋭王座決定戦競走」2日目9RでG1初勝利[1]。
- 2010年7月22日、大村競艇場での「日刊スポーツ杯」で初優勝（優出22回目）。